# Dominique Sanders
Dominique Sanders (Montastruc e la Conselhièra, 16 d'agost de 1957) va ser un ciclista francès, que fou professional entre 1977 i 1984. Ell seus principals èxits foren 3 etapes al Tour de Còrsega i una etapa a la Setmana Catalana.
El seu germà Gilles també fou ciclista professional.
Eb alguns llocs apareix com si hagués nascut al País Valencià abans d'emigrar cap a França.

## Palmarès
- 1977
  - Vencedor de 2 etapes al Tour de Còrsega
- 1979
  - Vencedor d'una etapa a la Setmana Catalana
  - Vencedor d'una etapa a la Volta a Aragó
- 1980
  - Vencedor d'una etapa al Tour de Còrsega
- 1981
  - Vencedor d'una etapa al Tour de l'Oise
- 1984
  - Vencedor d'una etapa al Tour d'Armòrica

### Resultats al Tour de França
- 1978. 50è de la classificació general
- 1979. 84è de la classificació general
- 1980. Abandona (13a etapa)